# AG Киля

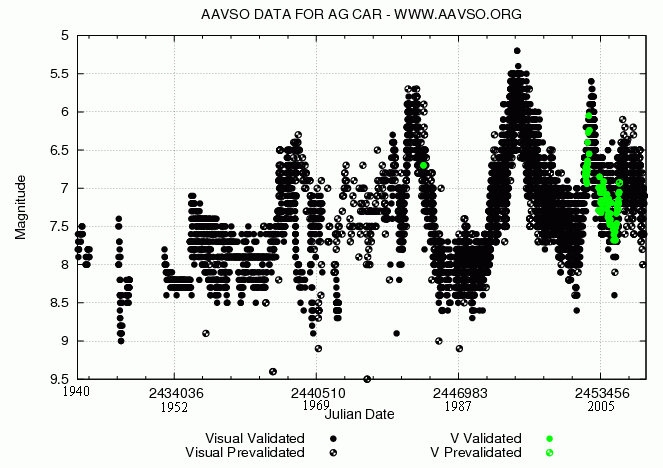
Кривая блеска звезды AG Киля в течение периода с 1 января 1940 года по 23 ноября 2010 года, создана AAVSO.

AG Киля (AG Carinae, AG Car) — звезда в созвездии Киля. Относится к ярким голубым переменным, является одной из самых мощных известных звёзд Млечного Пути. Большое расстояние (20 тысяч световых лет) и располагающаяся вдоль луча зрения пыль приводит к тому, что данная звезда не всегда видна невооружённым глазом. Видимая звёздная величина изменяется в пределах от 5,7m до 9m.
Звезда окружена туманностью из выброшенного звездой вещества на расстоянии 0,4-1,2 пк. Масса вещества туманности составляет 15 M{\displaystyle _{\odot }}, всё это вещество было выброшено звездой за последние 10 тысяч лет. Вокруг звезды существует полость шириной 8,8 пк, образовавшаяся в основном вследствие быстрого звёздного ветра на более ранних этапах жизни звезды.
AG Киля, вероятно, находится на промежуточной стадии между классическим сверхгигантом спектрального класса O и звездой Вольфа-Райе; на данной стадии звезда неустойчива, испытывает нерегулярные пульсации, вспышки. Спектральный класс меняется от WN11 в минимуме блеска до гипергиганта раннего класса A в максимуме блеска. В минимуме блеска радиус звезды превышает около солнечный в 65 раз, температура составляет 20 000-24 000 K, в максимуме блеска радиус превышает солнечный в 400 раз, температура равна 8 000 K.
В одном из исследований было получено, что болометрическая светимость AG Киля уменьшается в течение вспышек, но большинство ярких голубых переменных сохраняет светимость почти постоянной. Светимость уменьшается с 1,5 миллионов светимостей Солнца в минимуме блеска до 1 миллиона светимостей Солнца в максимуме блеска, возможно, вследствие затрат энергии на расширение части звезды.
Эволюционные модели звезды предполагают, что в течение большей части жизни звезда обладала низким темпом вращения, но современные наблюдения показали, что звезда быстро вращается.
Согласно моделям эволюции ярких голубых переменных, являющихся предшественниками сверхновых типа IIb, AG Киля находится на стадии эволюции, предшествующей коллапсу ядра, однако модели были получены для звёзд с массами, в 20-25 раз превышающими солнечную, но масса AG Киля значительно выше. Начальная масса звезды, вероятно, составляла около 100 M{\displaystyle _{\odot }}, современная масса оценивается в 55-70 M{\displaystyle _{\odot }}.